# Wilfrid Mellers
Wilfrid Howard Mellers (26. dubna 1914 – 17. května 2008) byl anglický hudební kritik, muzikolog a hudební skladatel.

## Život
Wilfrid Mellers se narodil 26. dubna 1914 v Leamingtonu (Warwickshire). Studoval na Leamington college a později vyhrál stipendium na Cambridgeskou univerzitu. Po studiu začal psát, malovat a brzy také komponovat.
Po napsání mnoha článků pro Scrutiny se roku 1942 dostal do redakční rady tohoto časopisu a v této pozici zůstal až do roku 1948.
Mezi lety 1964 a 1981 byl profesorem a ředitelem katedry hudby na Yorské univerzitě, kde zůstal profesorem hudby až do své smrti v roce 2008. Byl také čestným členem na Downing College na Cambridgeské univerzitě. 12. července 1981 obdržel čestný titul na City University London.
Yorský Late Music Festival začal roku 2004 víkendem na počest Wilfrida Mellerse. Koncert na oslavu Mellersových devadesáti let se konal v říjnu 2004 na Downing College a kromě jeho hudby zde zazněla i nová díla napsaná například Stephenem Dogsonem či Davidem Matthewsem právě pro tuto příležitost.
W. H. Mellers zemřel 17. května 2008 v Scrayinghamu (Severní Yorkshire).

## Dílo

### Hudba
Hudba Wilfrida Mellerse spojuje styly klasiky, folku, jazzu i popu. Mellers je autorem několika oper, mnoha děl pro komorní soubory, dvou rozsáhlých skladeb pro klávesové nástroje a spousty písní a sborových děl.

### Knihy
Mellers publikoval mnoho knih včetně studií například Bacha, Beethovena nebo Couperina.
- Music and Society: England and the European Tradition (1946)
- Studies in Contemporary Music (1947)
- Francois Couperin & the French Classical Tradition (1950)
- Music in the Making (1951)
- Romanticism and the 20th Century, from 1800 (1957)
- The Sonata Principle, from c. 1750 (1957)
- Man and His Music (1962; Vols. 3 & 4 by Mellers)
- Music in a New Found Land: Themes and Developments in the History of American Music (1964)
- Harmonious Meeting: A study of the relationship between English music, poetry and theatre, c.1600 (1965)
- Caliban Reborn: Renewal in Twentieth-Century Music (1968)
- Twilight of the Gods: the Beatles in Retrospect (1973)
- Bach and the Dance of God (1980)
- Beethoven and the Voice of God (1983)
- A Darker Shade of Pale: a Backdrop to Bob Dylan (1984)
- Angels of the Night: Popular Female Singers of Our Time (1986)
- Le Jardin Retrouve. The Music of Frederick Mompou 1893–1987 (1987)
- The Masks of Orpheus: Seven Stages in the Story of European Music (1987)
- Vaughan Williams and the Vision of Albion (1989)
- Percy Grainger (1992)
- Francis Poulenc (1993)
- Between Old Worlds and New (1997)
- Singing in the Wilderness: Music and Ecology in the Twentieth Century (2001)
- Celestial Music?: Some Masterpieces of European Religious Music (2002)